# 利戈夫區

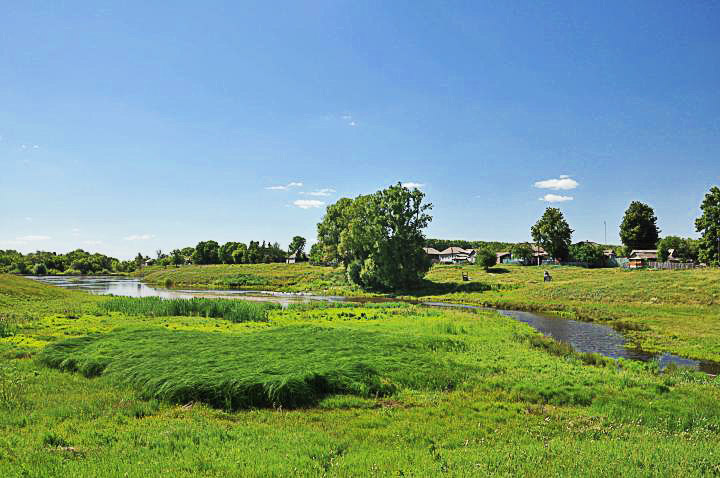

51°40′N 35°16′E / 51.667°N 35.267°E
利戈夫區（俄语：Льговский район），是俄羅斯的一個區；位於該國西部；由庫爾斯克州負責管轄；首府利戈夫。面積1,080平方公里。2010年該區人口14,451；人口密度每平方公里13.38人。
2024年8月庫爾斯克州入侵，烏克蘭軍隊約於15日攻入此區。